# فلسفة إصلاحية
الفلسفة الإصلاحية هي حركة أوجدها هيرمان دوويويرد ود. ه. ث. فولينهوفن والتي تبحث عن تطوير فكر فلسفي في الاتجاه المسيحي الراديكالي.